# Trichosilia kononis
Trichosilia kononis är en fjärilsart som beskrevs av Matsumura 1925. Trichosilia kononis ingår i släktet Trichosilia och familjen nattflyn. Inga underarter finns listade i Catalogue of Life.